# SHORT PEACE 月極蘭子のいちばん長い日
『SHORT PEACE 月極蘭子のいちばん長い日』 (ショートピース つきぎめらんこのいちばんながいひ) は、2014年1月16日にバンダイナムコゲームスから発売されたプレイステーション3用ゲームソフト。アメリカでは同年9月30日、ヨーロッパでは同年4月18日発売。日本国外版タイトルは『SHORT PEACE: Ranko Tsukigime's Longest Day』

## 概要
劇場用短編オムニバス映画作品『SHORT PEACE』とPS3用ソフト『月極蘭子のいちばん長い日』を収録したハイブリッドディスク（映像コンテンツ＋ゲームの同時収録ディスク）ソフト。『月極～』はゲームではあるが、『SHORT PEACE』作品の一つと位置づけられており、いわゆる「完全版」と言うべき存在。なお『SHORT PEACE』全体における時代設定は現代にあたり、『火要鎮』と『武器よさらば』の間に位置する。（個々の映像作品詳細は『SHORT PEACE』の項を参照）
ゲームは横スクロールアクションゲームを発展させたスタイルをとっており、敵に追いつかれないように気を付けながら、様々なエフェクトを用いて敵を倒すという方式になっている。（巨大な敵が存在するステージもある）

## 登場人物
声の出演は女性キャラは内田真礼、男性キャラは鈴村健一が全て担当している。
月極 蘭子（つきぎめ らんこ）
声 - 内田真礼
今作の主人公。男勝りな性格の女子高生。黒いロングヘアと右目の眼帯が特徴。表向きは一般的な少女だが、実は日本中の月極駐車場を支配する月極財閥の令嬢であり、自身も立体駐車場で暮らしている（駐車場内の幾つものコンテナの中に部屋を作っている）。昔は名前を「月極車子」と間違われるのが悩みだった。そして夜は世界を悪の手から守るスナイパーとして活動している。母親を何者かによって殺害されている。
暗殺者として活動するときは白を基調としたドレスを身にまとい、バイオリンのような武器を用いて標的を仕留める。
ある暗殺依頼を引き受けた事を切っ掛けに、彼女は人生で「いちばん長い日」を体験する羽目になる。
深町（ふかまち）
声 - 鈴村健一
蘭子の執事。彼女のサポートを担当する。蘭子が標的をスナイプしているうちにいつの間にか秘密結社によって殺害されていたが、「この世を離れる前に」として蘭子に次のステージのアドバイスを残した。
紅 萌子(くれない もえこ)
声 - 内田真礼
蘭子の親友で、金髪のツインテールと眼鏡が特徴。ゲームとカラオケが好きで、毎日通うほどのカラオケ奉行。幼い頃に両親を亡くし、施設で育った。実は彼女も蘭子と同じく裏の顔を持ち、コスチュームを纏って光刃の剣を武器に戦うスーパーヒロインである。
紅 廉（くれない れん）
声 - 鈴村健一
萌子の兄で、両親を亡くした萌子を男手ひとつで育て上げた人物。萌子が高校に通えるのも彼の援助があってこそである。萌子を守るべく小学校3年の時にヤクザ5人を相手にした武勇伝を持ち、「紅の廉」の異名で知られる。蘭子が一目惚れするほどのイケメン。一部ステージでは彼の操縦するバイクを操作する。
電磁人間グレンファイヤー
声 - 鈴村健一
廉の変身した姿。メタルヒーロー調のスーツを纏う。キララドラゴンの出現の際には変身して応戦するが、倒したと思いきや再び襲ってきたキララドラゴンにやられてしまう。エンディングでは登場しないため、蘭子が帰還した世界での生死は不明。
高橋 希良々（たかはし きらら）
声 - 内田真礼
蘭子と萌子の親友。パーマのかかったピンク色の長髪と白い花の髪飾りが特徴のゆるふわ系のドジっ子。女子力が高く、彼氏には困らない。しかし現在の彼氏こそが蘭子の標的であり、自身の目の前で狙撃されてしまう。その後、グレンファイヤーと共にバイクで爆走していた蘭子の前に憎悪を纏って現れ、キララドラゴンへと変身する。
蘭子が帰還した世界では以前の出来事は全て無かった事になった模様で、希良々も人間に戻り、蘭子への憎悪も無くなっていた。
キララドラゴン
彼氏を蘭子にスナイプされた怒りによって希良々が変貌した姿。獰猛そうな姿をした巨大なドラゴンだが、体の側面にハート型の模様が一直線に並んでいたり、ハート形の飛び道具が出てきたりと、ところどころ彼女の好みが現れている。
このキャラクターとの対決場面はシューティングゲームの体裁をとっている。
覆面レスラー
声 - 鈴村健一
謎の人物。エレベーターの中で蘭子と意味深に出会った後、最終ステージにて蘭子と「マスク剥ぎデスマッチ」を行う。本作のラストボス。蘭子との戦いに敗れて死亡したと思われたが、現代に戻った蘭子の前に現れ、「銀河大戦の幕開け」という無駄に壮大な引きを入れる。
月極 百合子（つきぎめ ゆりこ）
声 - 内田真礼
50年後の世界で目覚めた三つの目を持つ少女。蘭子を「お姉ちゃん」と呼ぶが…。

### 秘密結社
デイ
声 - 鈴村健一
蘭子を狙う秘密結社から放たれた刺客。ロングコートと、スキンヘッドに施された網状の入れ墨が特徴。
ナイト
声 - 鈴村健一
デイの相棒。額に生えた2本の角と多数の入れ墨が施された上半身が特徴。
構成員たち
声 - 鈴村健一
秘密結社の構成員で、皆お面をかぶっている。

## スタッフ
- 原作・脚本・総合ディレクター：須田剛一
- ディレクター・ゲームデザイン：片岡陽平
- キャラクターデザイン：コザキユースケ、吉田明彦（キララドラゴン）[2]、能丸督之（秘密結社構成員）[3]
- アニメーション制作：神風動画[3]、安達亨（パートディレクター）、板倉俊介（パートディレクター）